# Chi Thủy tiên
Chi Thủy tiên (danh pháp khoa học: Narcissus; /nɑːrˈsɪsəs/) là một chi gồm phần lớn là các loài thực vật lâu năm thuộc họ Họ Loa kèn đỏ (Amaryllidaceae). Narcissus có những bông hoa bắt mắt với sáu cánh đài giống cánh hoa được bao quanh bởi bao hoa hình chén hay kèn trumpet. Hoa thường có màu trắng hoặc vàng (cam và hồng ở các giống trồng vườn).
Narcissus đã được biết đến nhiều về cả y học và tính chất từ thời văn mình cổ đại, nhưng được mô tả chính thức bởi Linnaeus' trong quyển Species Plantarum (1753). Chi này gồm mười đoạn và chừng 50 loài. Số loài không nhất quán, phụ thuộc vào việc chúng được phân loại như thế nào, do sự giống nhau giữa các loài và lai tạo. Chi này bắt đầu xuất hiện vào khoảng Oligocen muộn hoặc Miocen sớm tại bán đảo Iberia và những vùng lân cận thuộc tây nam châu Âu.

## Phân loại

### Phân nhóm
Một hệ phân loại phổ biến là của Fernandes  dựa trên tế bào học, được Blanchard sửa đổi (1990) và Mathew (2002). Và một của Meyer (1966). Fernandes đề xuất hai phân chi dựa trên số nhiểm sắc thể cơ sở, và rồi Blanchard chia chúng thành các tổ (section).
Hiện thống dưới đây là của Mathew -
| Phân chi                                              | Tổ                                                | Phân tổ                                          | Loạt             | Loài điển hình                          |
| ----------------------------------------------------- | ------------------------------------------------- | ------------------------------------------------ | ---------------- | --------------------------------------- |
| Narcissus Pax                                         | Narcissus L.                                      |                                                  |                  | N. poeticus L.                          |
| Narcissus Pax                                         | Pseudonarcissus DC syn. Ajax Spach                |                                                  |                  | N. pseudonarcissus L.                   |
| Narcissus Pax                                         | Ganymedes Salisbury ex Schultes and Schultes fil. |                                                  |                  | N. triandrus L.                         |
| Narcissus Pax                                         | Jonquillae De Candolle                            | Jonquillae DC                                    |                  | N. jonquilla L.                         |
| Narcissus Pax                                         | Jonquillae De Candolle                            | Apodanthi (A. Fernandes) D. A. Webb              |                  | N. rupicola Dufour                      |
| Narcissus Pax                                         | Jonquillae De Candolle                            | Chloranthi D. A. Webb                            |                  | N. viridiflorus Schousboe               |
| Narcissus Pax                                         | Tapeinanthus (Herbert) Traub                      |                                                  |                  | N. cavanillesii A. Barra and G. López   |
| Hermione (Salisbury) Spach                            | Hermione syn. Tazettae De Candolle                | Hermione                                         | Hermione         | N. tazetta L.                           |
| Hermione (Salisbury) Spach                            | Hermione syn. Tazettae De Candolle                | Hermione                                         | Albiflorae Rouy. | N. papyraceus Ker-Gawler                |
| Hermione (Salisbury) Spach                            | Hermione syn. Tazettae De Candolle                | Angustifoliae (A. Fernandes) F.J Fernándes-Casas |                  | Click for image N. elegans (Haw.) Spach |
| Hermione (Salisbury) Spach                            | Hermione syn. Tazettae De Candolle                | Serotini Parlatore                               |                  | N. serotinus L.                         |
| Hermione (Salisbury) Spach                            | Aurelia (J. Gay) Baker                            |                                                  |                  | N. broussonetii Lagasca                 |
| Corbularia (Salisb.) Pax syn. Bulbocodium De Candolle |                                                   |                                                  |                  | N. bulbocodium L.                       |

## Hình ảnh

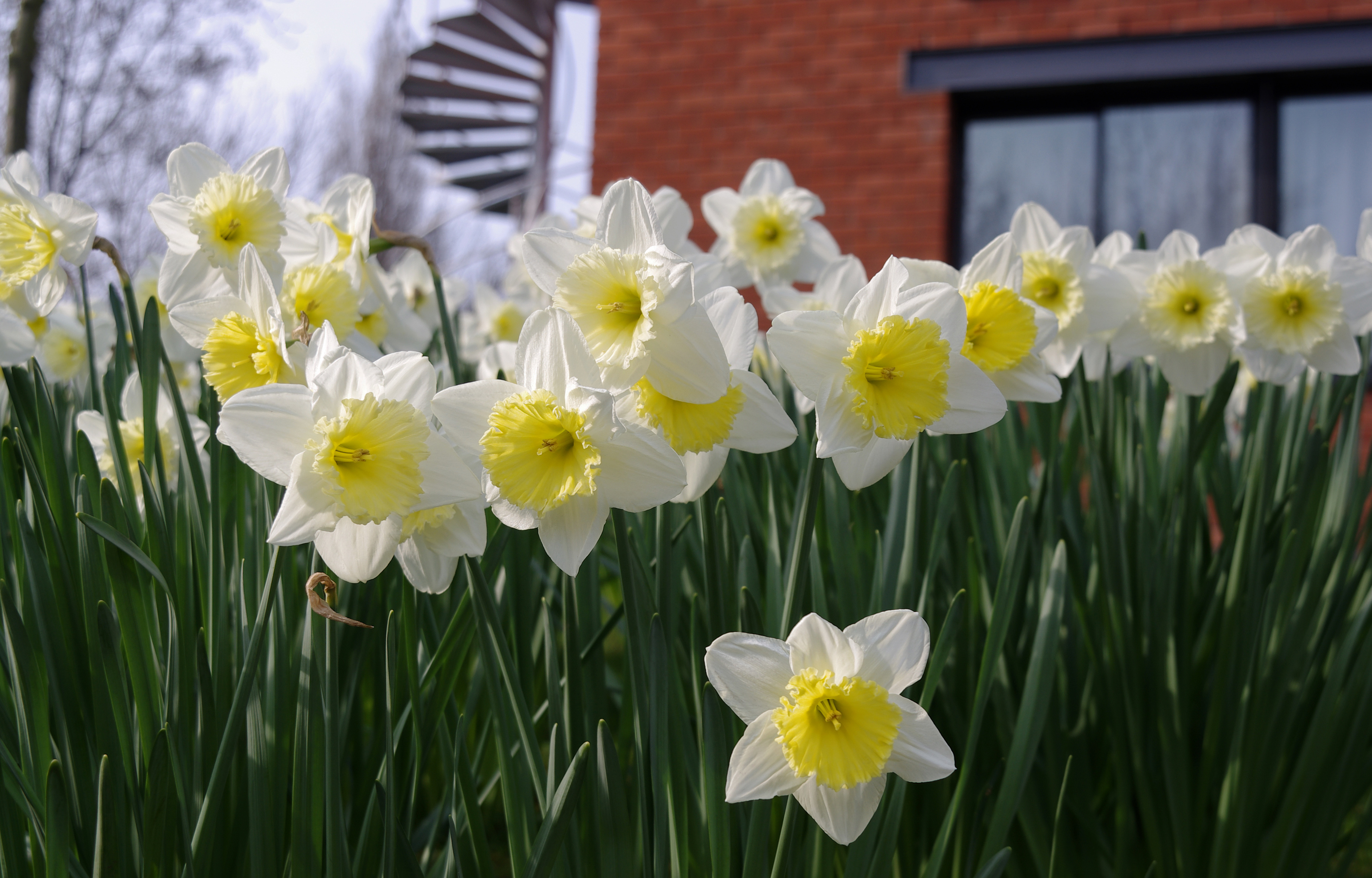
Một vườn hoa thủy tiên trước nhà tại Nottingham, Anh
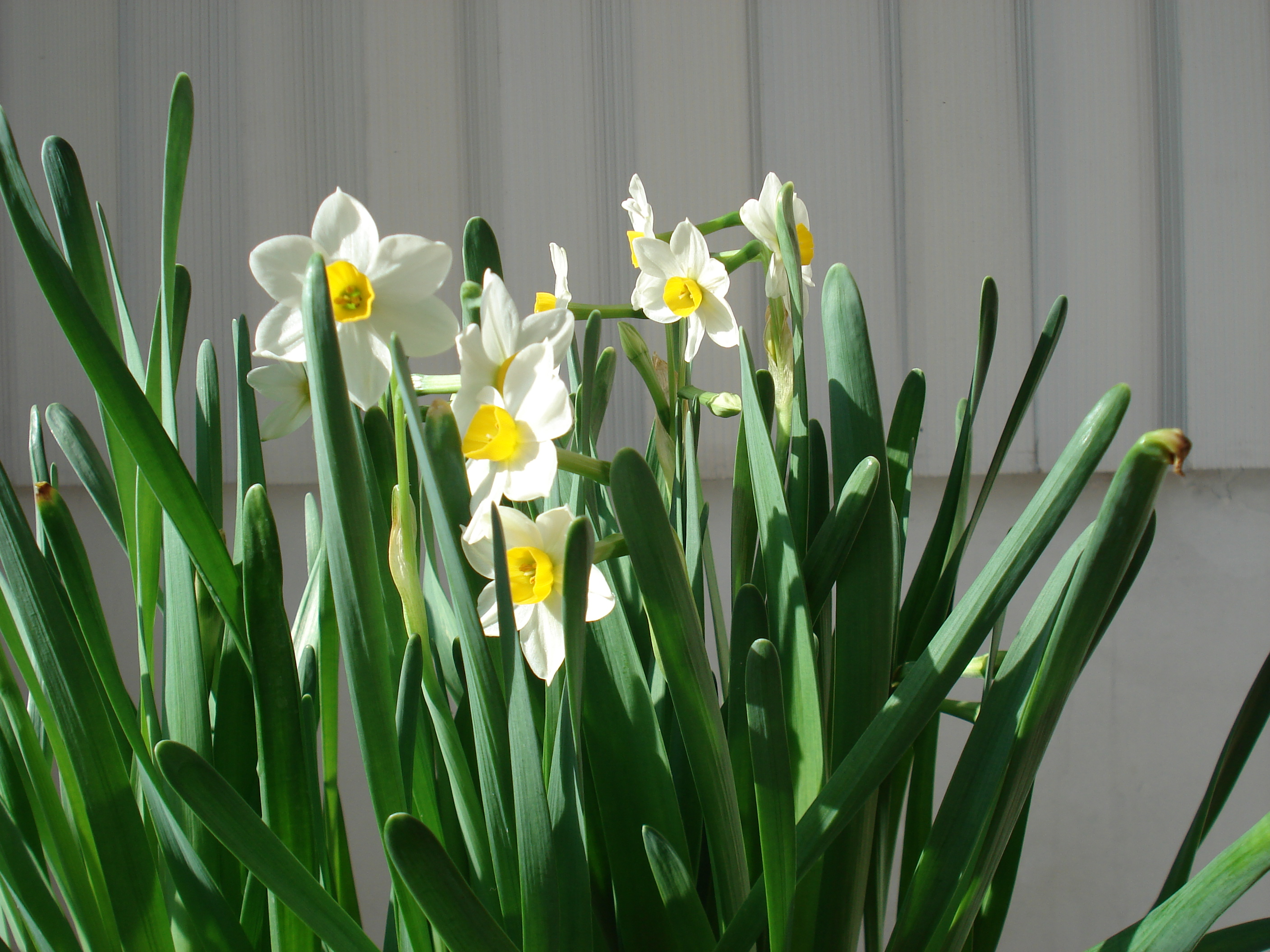
Narcissus tazetta subsp. chinensis
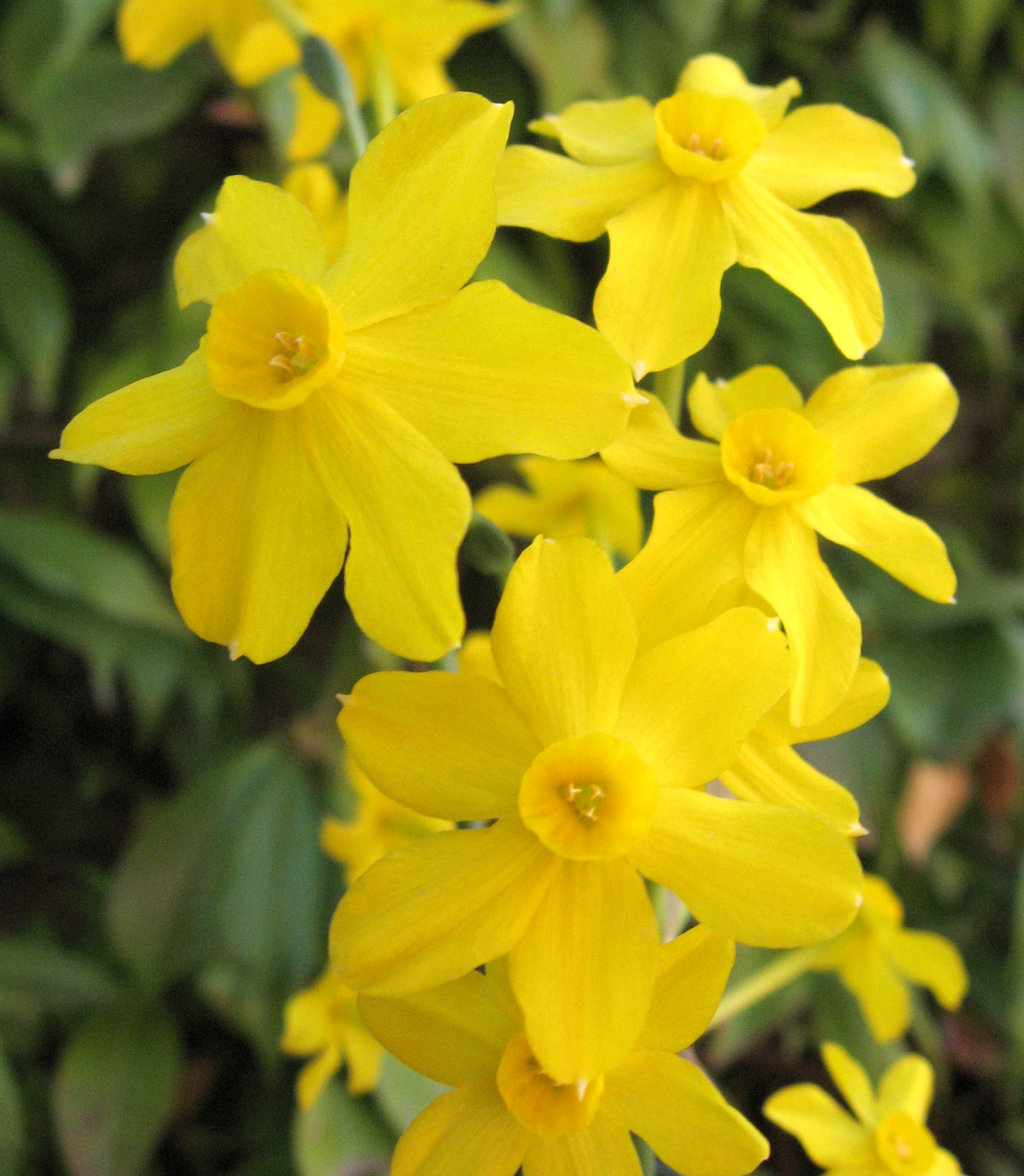
Narcissus jonquilla
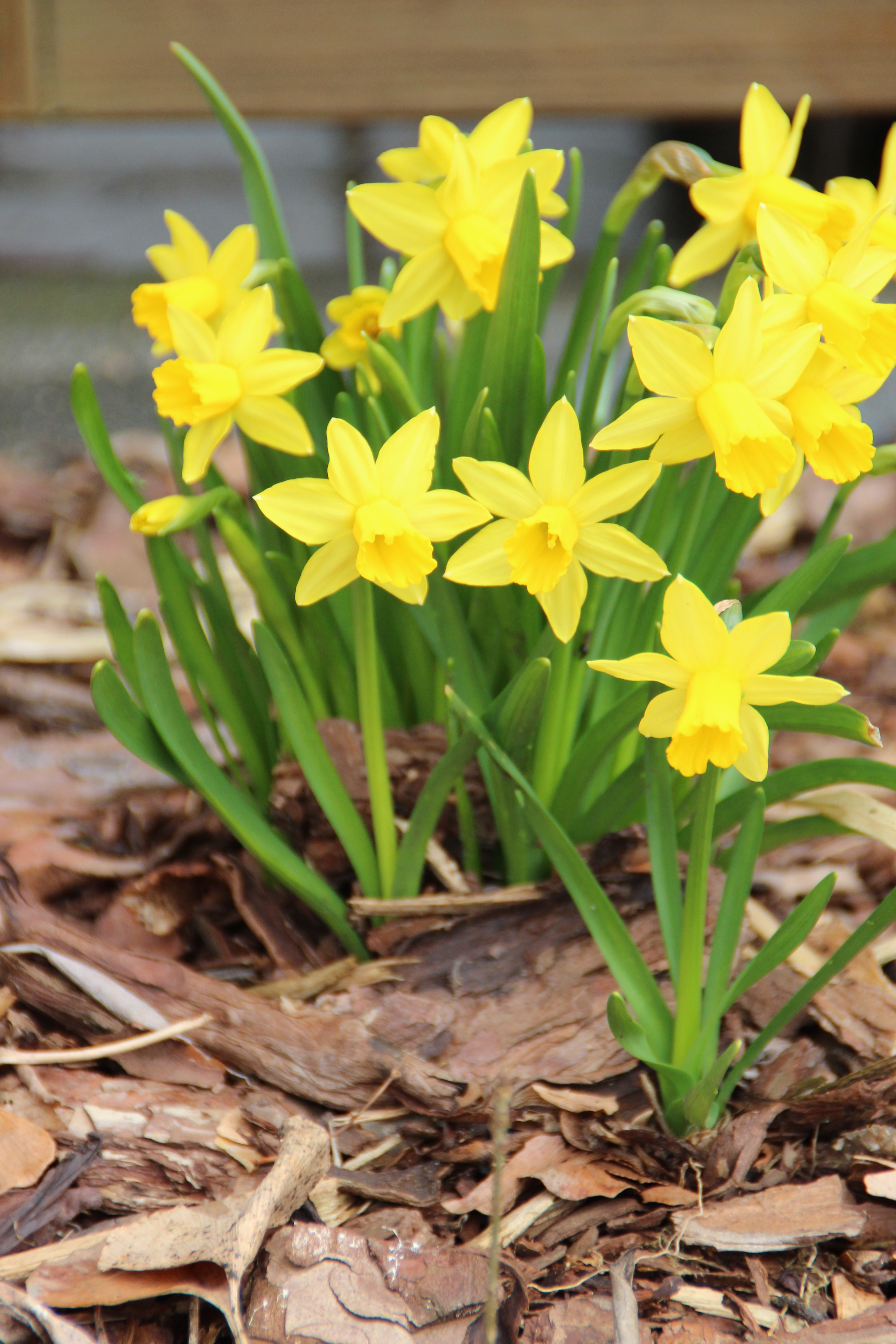
Narcissus pseudonarcissus
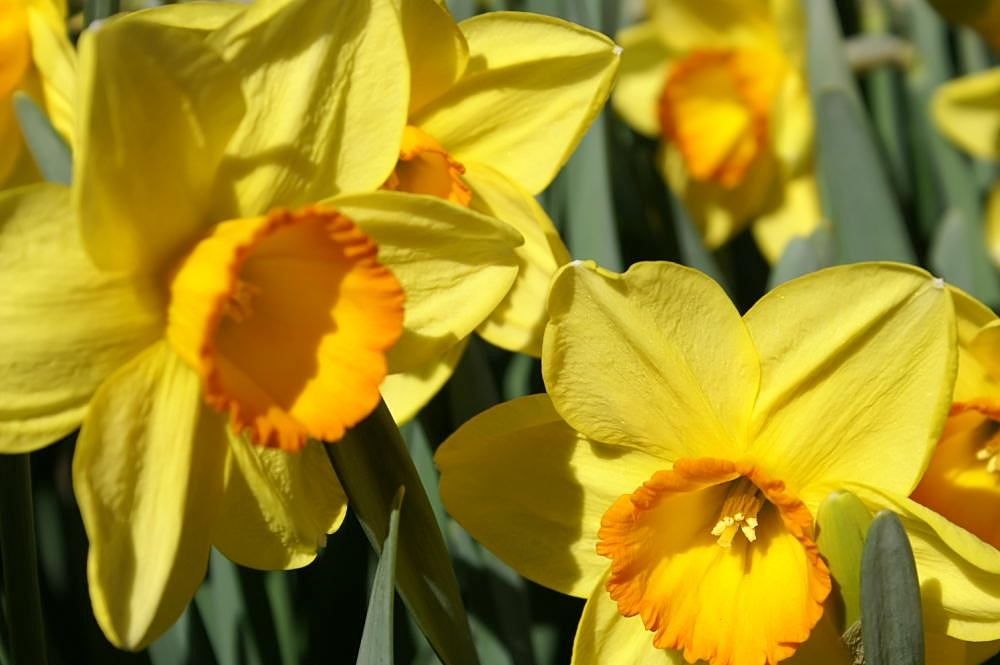
Giống cây trồng Jonquilla và Apodanthus
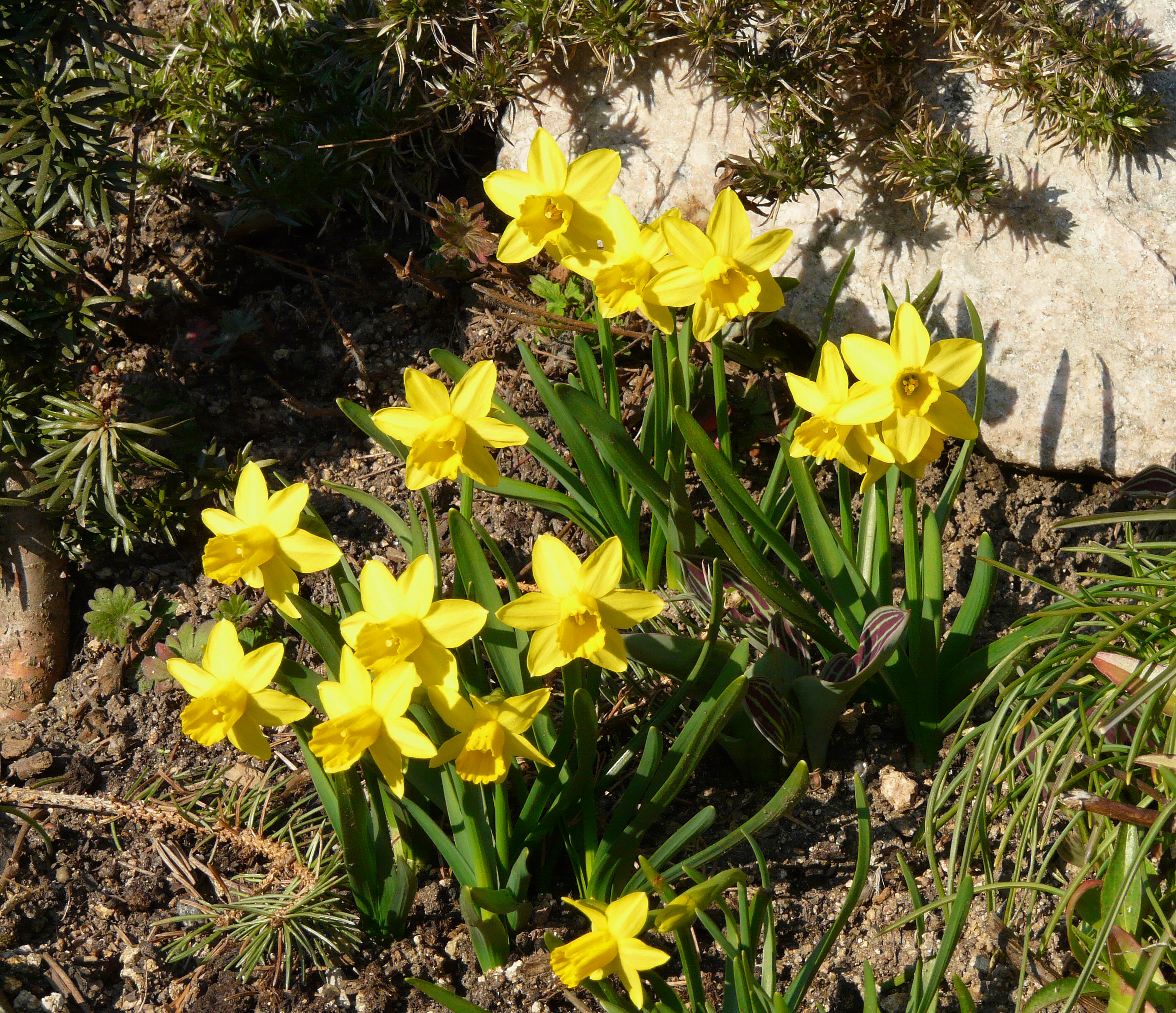
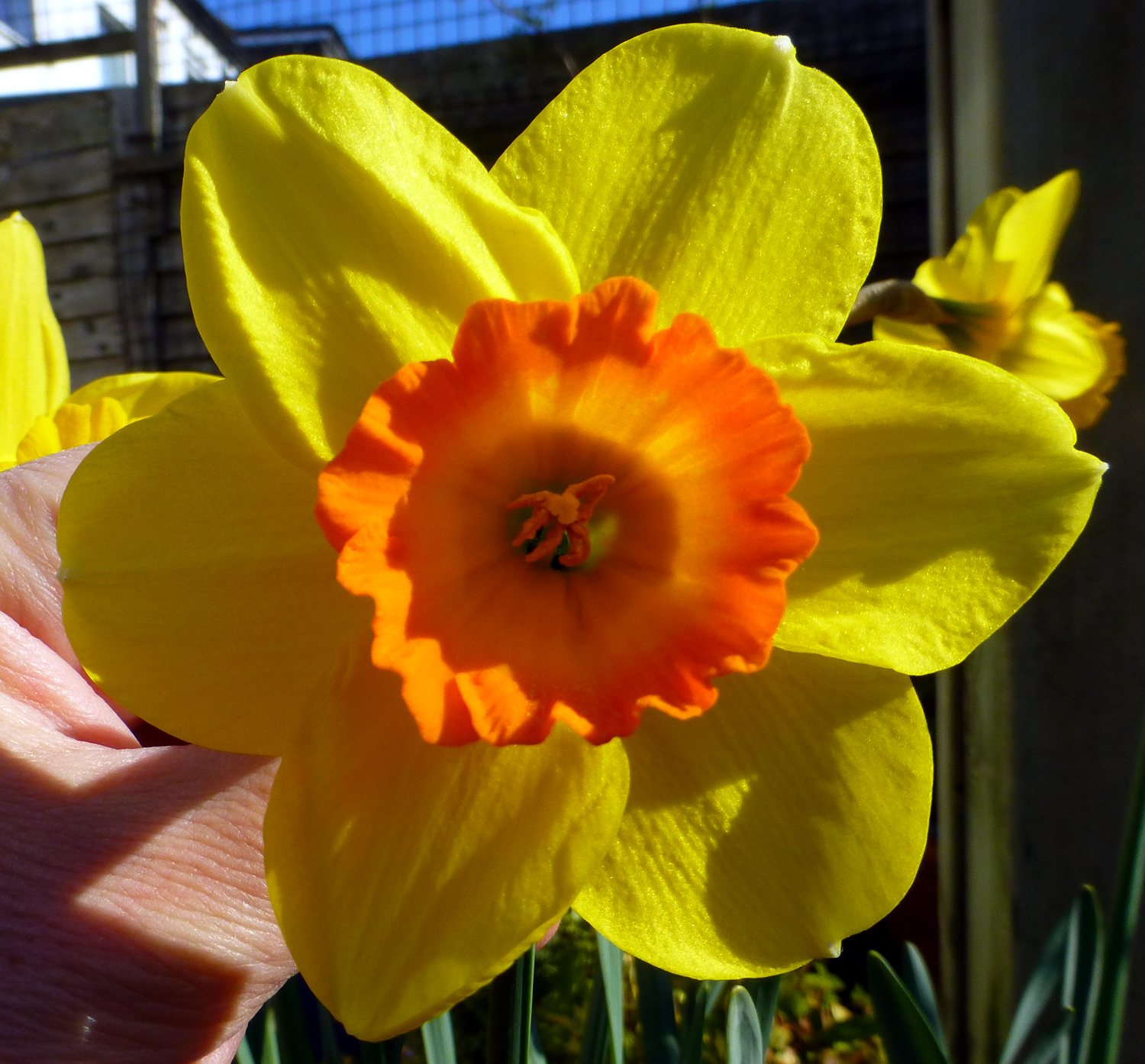
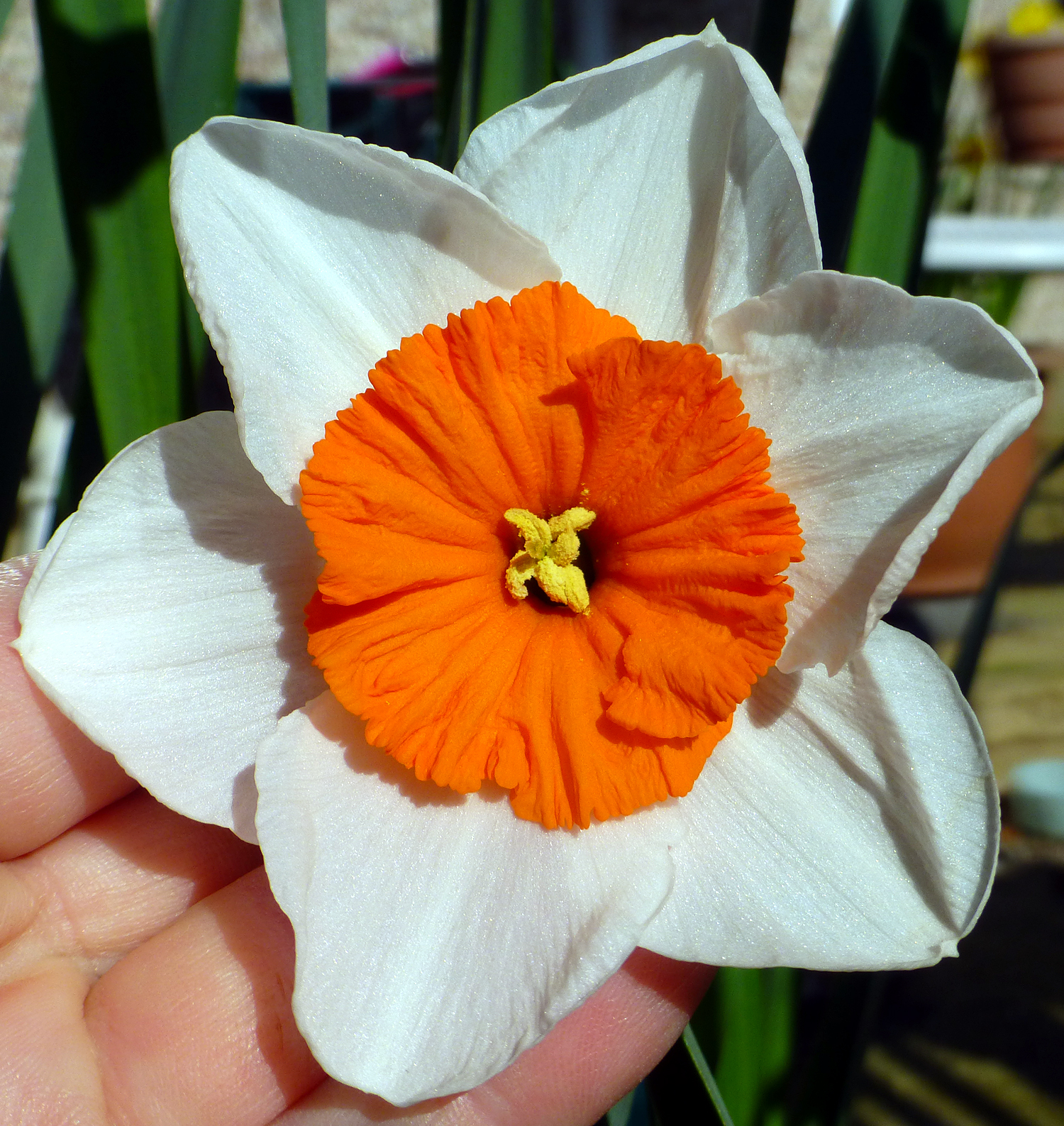
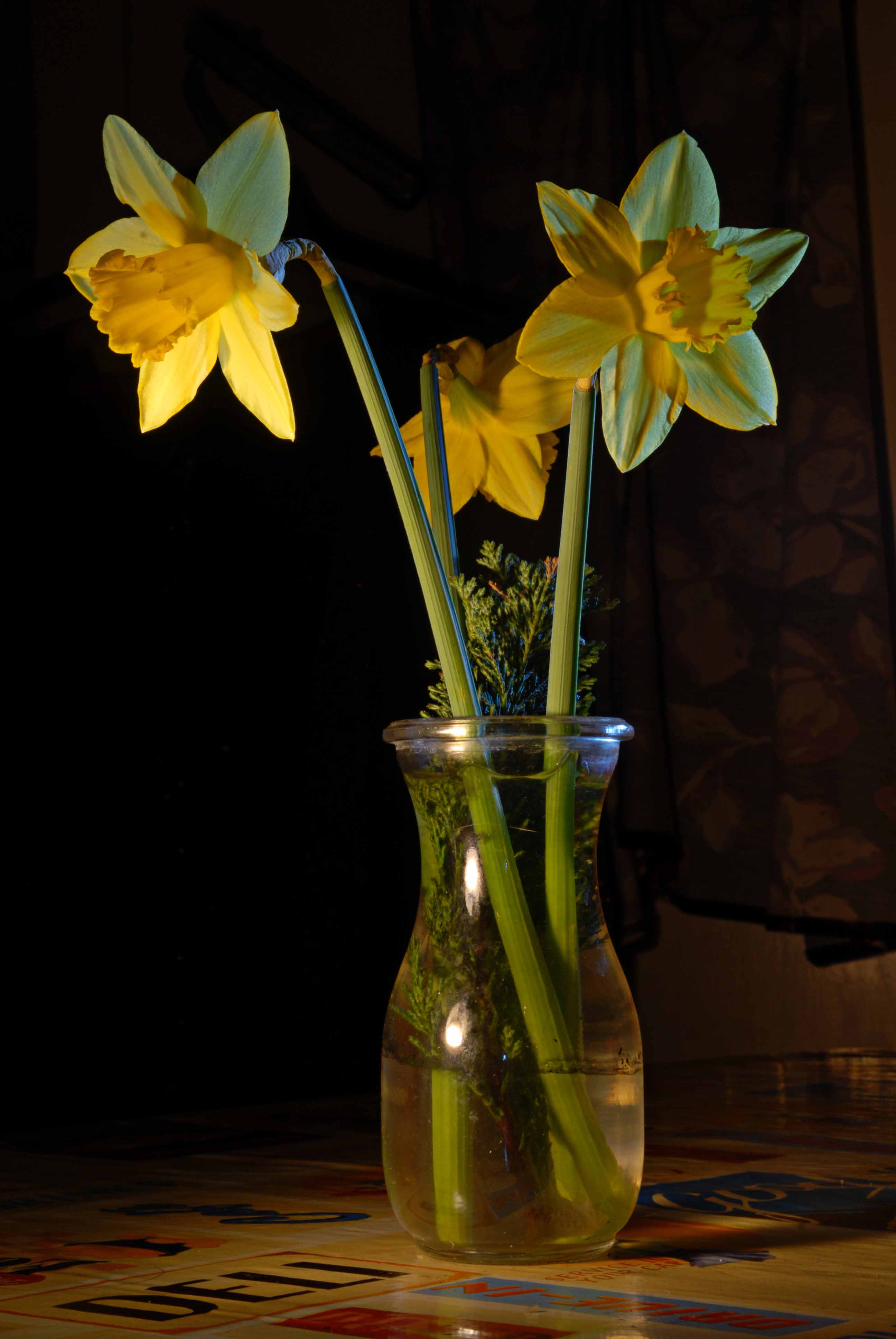
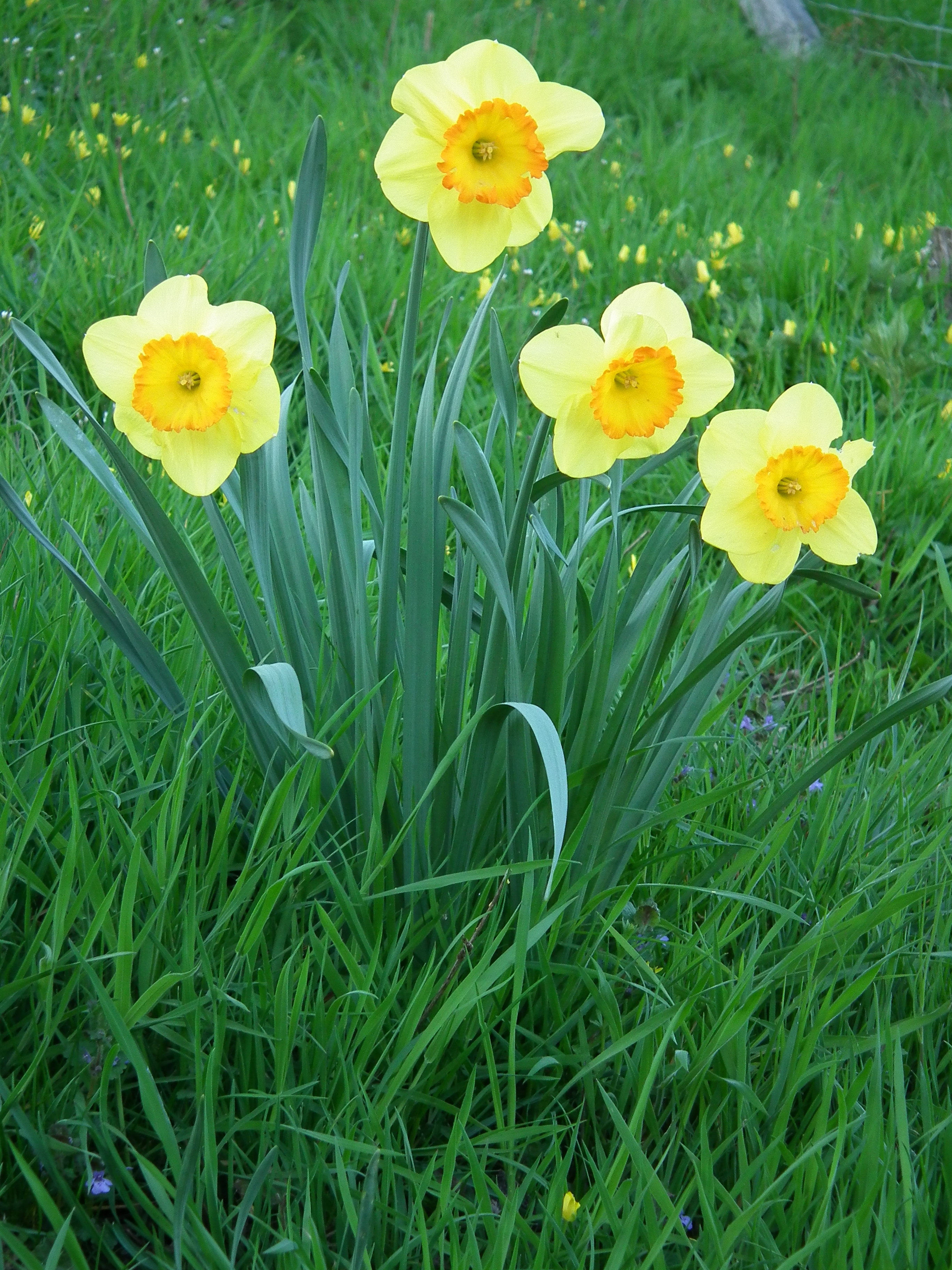
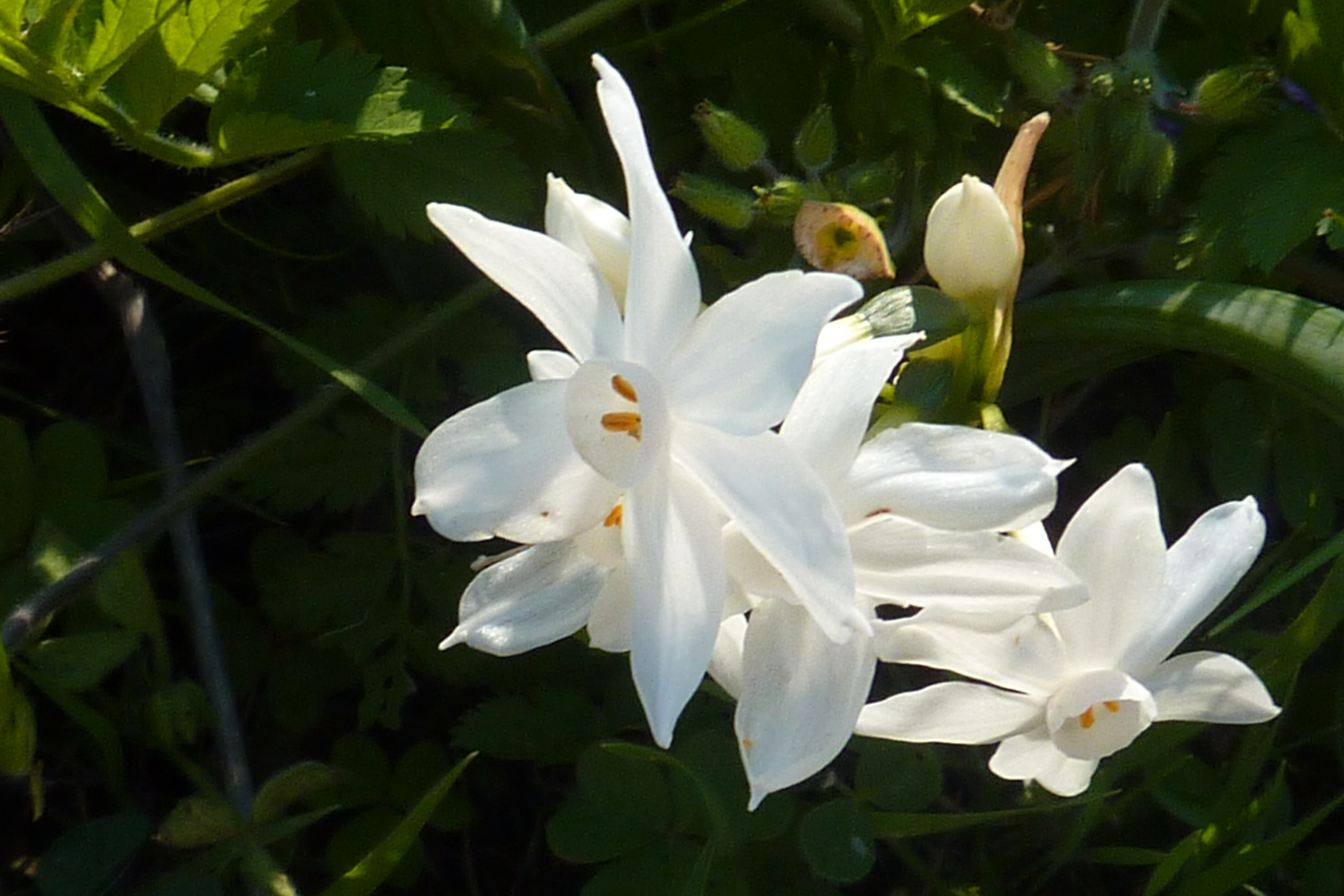
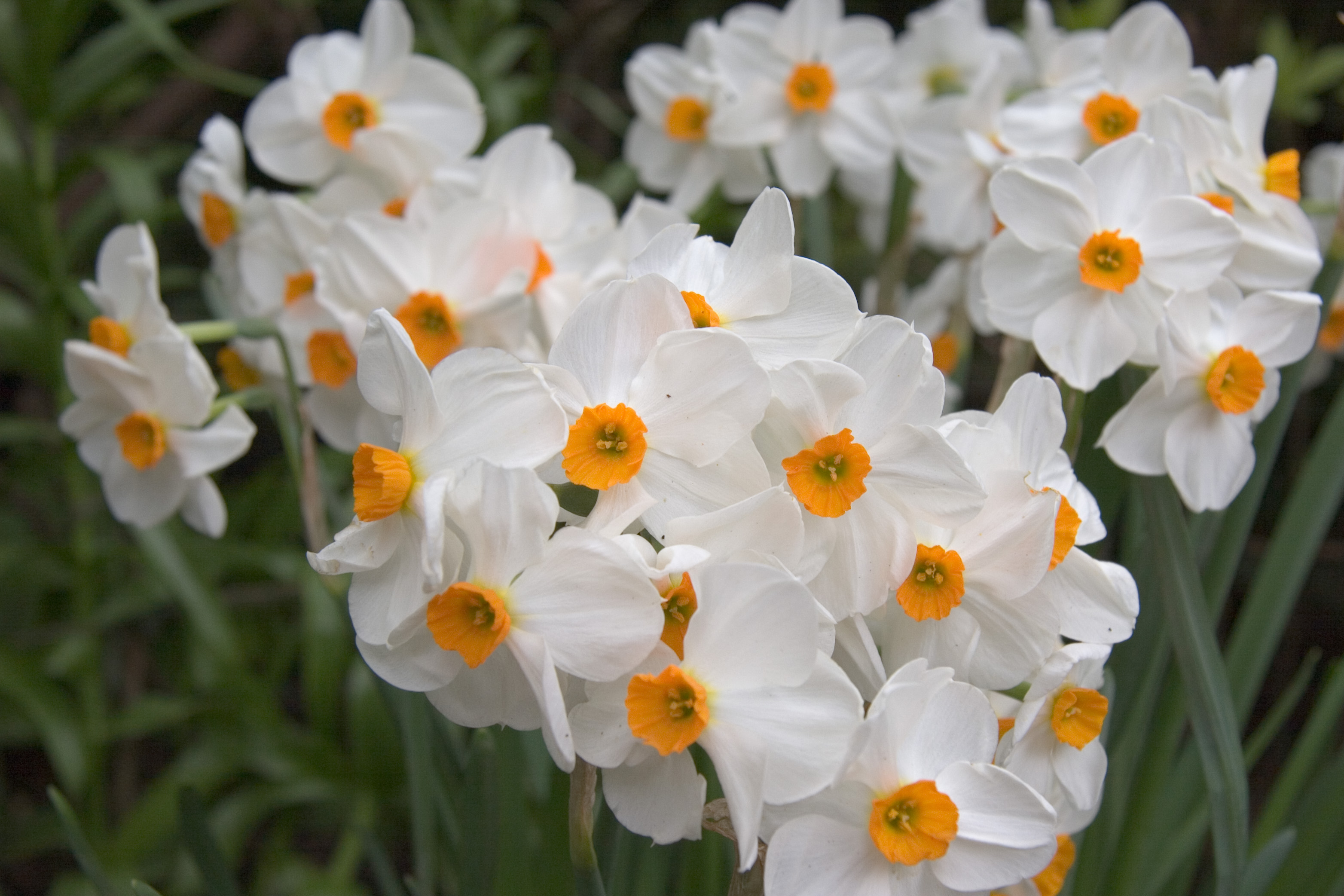
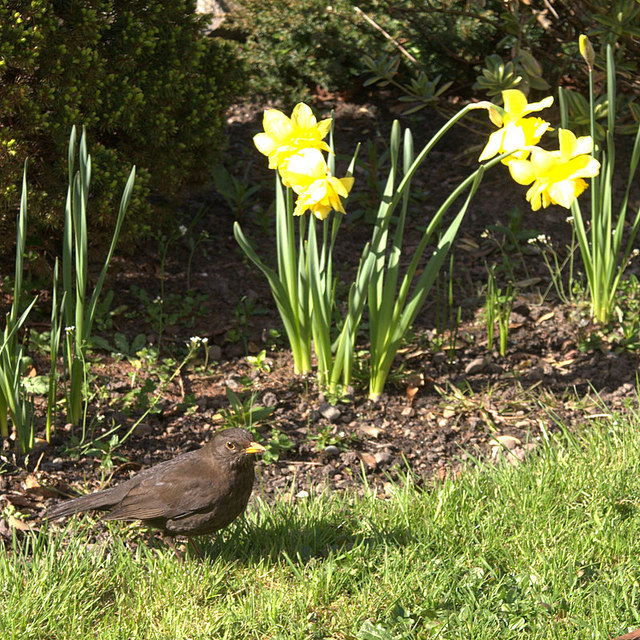
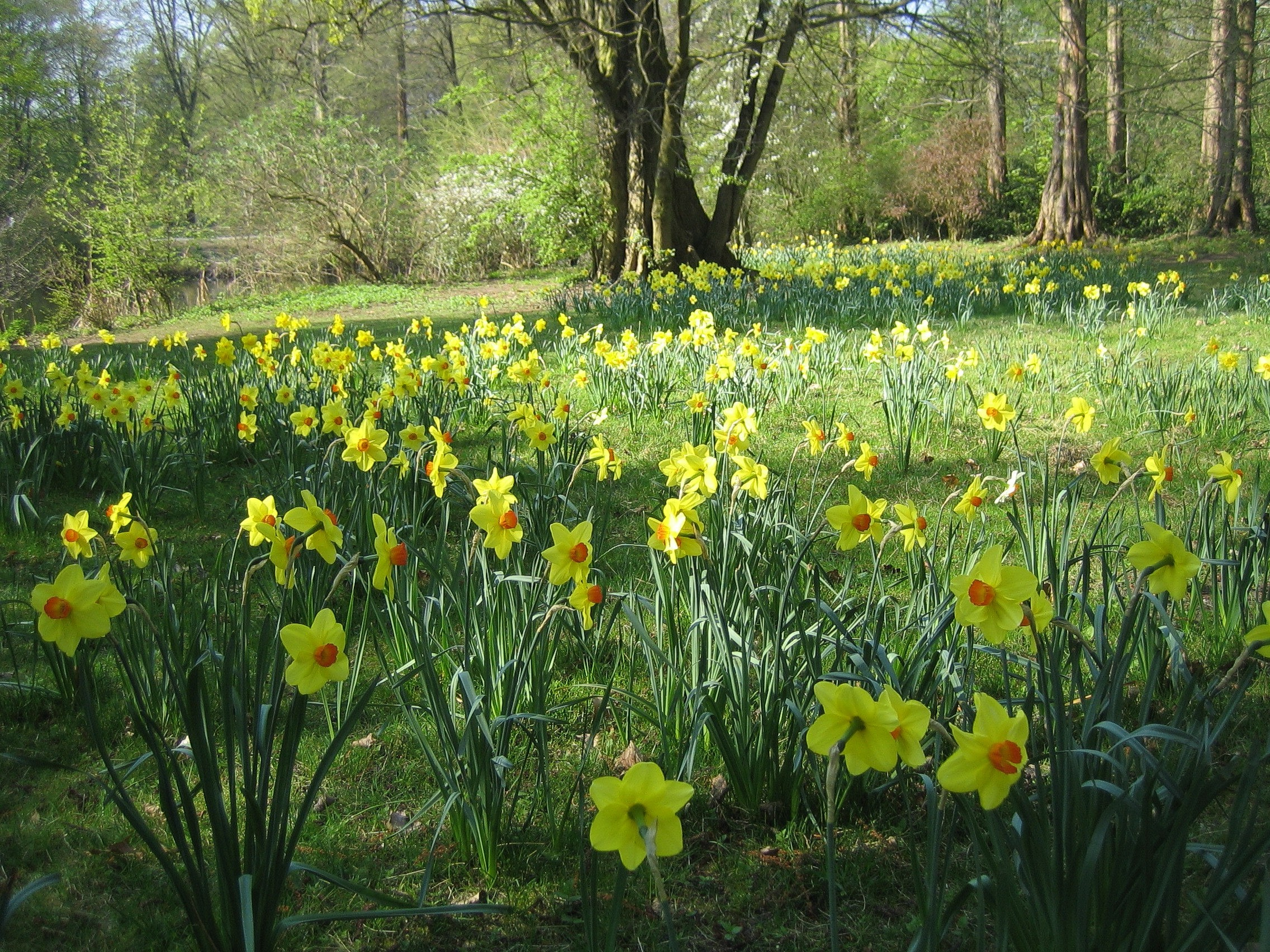
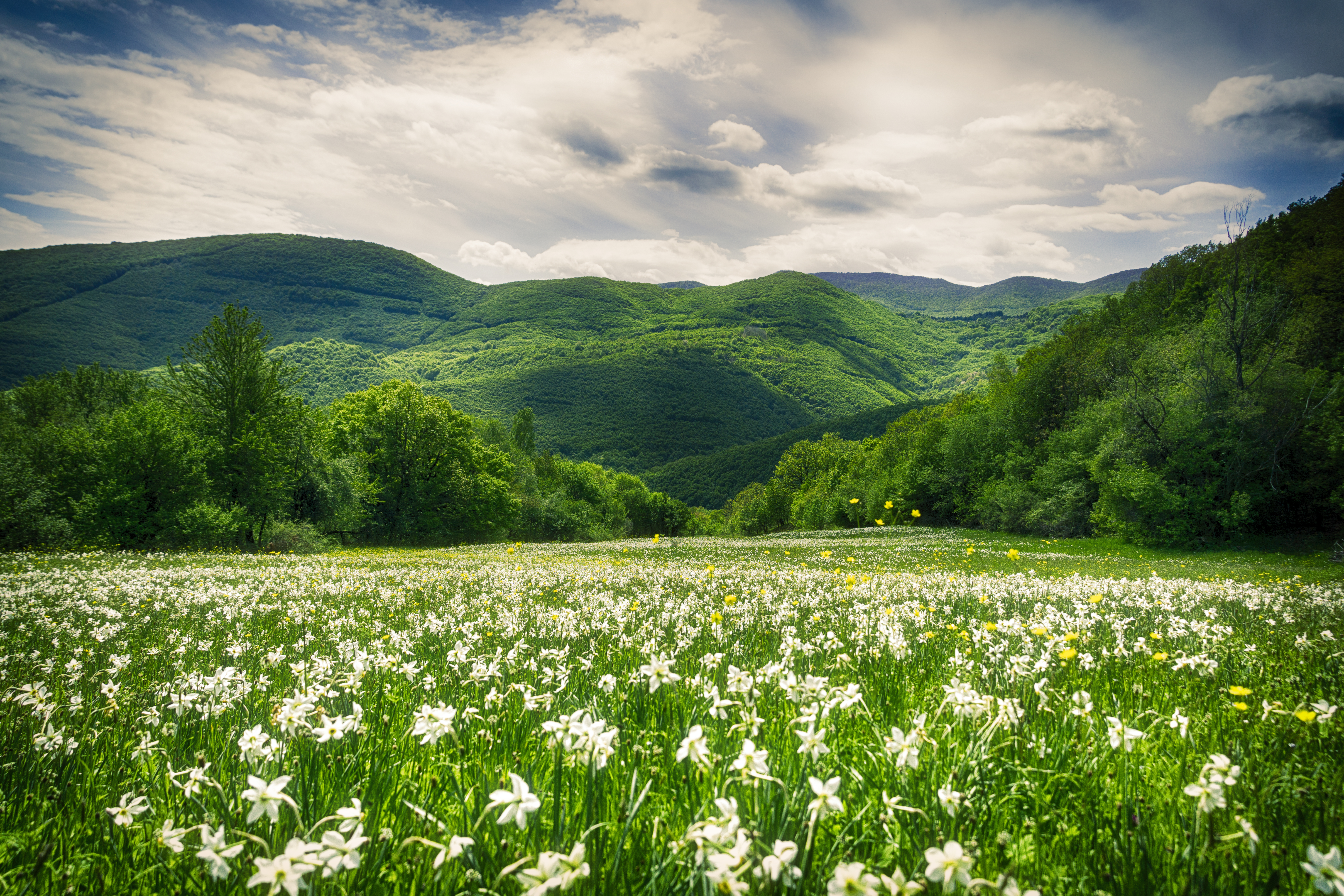
Cánh đồng hoa thủy tiên